# H-Kobordismus
In der Mathematik ist der h-Kobordismus ein Begriff aus der Topologie von Mannigfaltigkeiten.

## Definition
Ein {\displaystyle (n+1)}-dimensionaler Kobordismus {\displaystyle W} zwischen {\displaystyle n}-dimensionalen Mannigfaltigkeiten {\displaystyle M} und {\displaystyle N} heißt h-Kobordismus, wenn die Inklusionen {\displaystyle M\to W} und {\displaystyle N\to W} Homotopieäquivalenzen sind.
Die letzte Bedingung kann ersetzt werden durch die a priori schwächere Bedingung {\displaystyle H_{*}(W,M;\mathbb {Z} )=0} für die relativen Homologiegruppen.

## Wichtige Sätze
In Dimensionen {\displaystyle n\geq 5} ist nach dem h-Kobordismus-Satz (Stephen Smale) jeder h-Kobordismus zwischen einfach zusammenhängenden Mannigfaltigkeiten trivial, also ein Produkt {\displaystyle W\simeq M\times \left[0,1\right]}. (Dies gilt sowohl in der differenzierbaren wie in der stückweise linearen oder in der topologischen Kategorie.)
Wenn die Mannigfaltigkeiten nicht einfach zusammenhängend sind, dann werden nach dem s-Kobordismus-Satz (Barry Mazur, John Stallings, Dennis Barden) die h-Kobordismen durch die Whitehead-Gruppe {\displaystyle Wh(\pi _{1}M)} der Fundamentalgruppe klassifiziert.
In der topologischen Kategorie gilt der h-Kobordismus-Satz auch in Dimension 4, nicht jedoch in der differenzierbaren Kategorie. Dies hängt mit dem Scheitern des Whitney-Tricks in differenzierbaren 4-Mannigfaltigkeiten zusammen.